# 米吐尔
米吐尔（英語：Metol），是对甲基氨基苯酚硫酸盐[HOC6H4NH2(CH3)]HSO4的商品名。在常温下，该物质为无色晶体，可溶于水。
由于具有较强的还原性，在黑白照相中常用作显影剂，通常与对苯二酚一起使用。